# Raskó György
Raskó György László (Karcag, 1952. február 4. –) magyar agrárközgazdász, politikus, 1994 és 1998 között országgyűlési képviselő, volt földművelési államtitkár.

## Családja
Édesapja Raskó György agrármérnök, édesanyja Horváth Erzsébet. Felesége Pap Erzsébet közgazdász volt; gyermekei Gabriella (1980), Ágnes (1982), László (1990).

## Életpályája
Dunakilitin járt általános iskolába. 1970-ben érettségizett a pannonhalmi Bencés Gimnáziumban. 1970-1971 folyamán előfelvételis sorkatonai szolgálatot teljesített Kalocsán. 1976-ban szerzett diplomát (summa cum laude minősítéssel)  az MKKE Agrár Szakán. 1976-1977-ben piackutatóként dolgozott az AGRIMPEX Külkereskedelmi Vállalatnál.  Egyetemi doktori értekezését 1980-ban védte meg, a magyar mezőgazdaság nemzetközi versenyképességének vizsgálata tárgykörben.  1977 és 1986 között az AKI tudományos munkatársaként dolgozott. 1983-ban a FAO pályázata alapján kijutott Algériába. 1984 és 1985 folyamán Mexikóban vett részt egy világbanki projekt megvalósításában, majd a következő évben Kolumbiában. 1987-ben Brazíliában működött projekt menedzserként egy öntözési program megvalósításában. 1989 októberétől a Vízépítő Tröszt kereskedelmi és vállalkozási igazgatója volt. 
1989-ben belépett az MDF-be. 1990. július 15-től a Földművelésügyi Minisztérium  Privatizációs és Vállalkozásfejlesztési Főosztályának vezetőjeként dolgozott. 1991 márciusától a minisztérium  helyettes államtitkára, majd júniustól közigagatási  államtitikára volt. 1991 júniusától az ÁVÜ Igazgatótanácsának tagja.  1991-től a FAO Nemzeti Bizottságának elnöke volt. 
Az 1994-es országgyűlési választásokon Kapuvárott, Győr-Moson-Sopron megye 6. számú választókerületében egyéni képviselői mandátumot. Az első eredményhirdetés szerint Varga Gyula kapuvári polgármester végzett az első helyen, ám óvást követően újraszámlálták az érvénytelen szavazatokat és 10 szavazatos többséggel Raskó győzelmét az OVB, majd a Legfelsőbb Bíróság megállapította. 1994-től a FAO-EGB agrárpolitikai hálózatának elnöke volt. 1994 után az Országgyűlés mezőgazdasági, környezetvédelmi bizottságának, majd az adó-konszolidációs illetve a gazdasági bizottságának tagja volt.
Raskó György 1994. június 28-tól 1996. március 10-ig a Magyar Demokrata Fórum képviselőcsoportjának tagja volt. Miután az  MDF 1996. márciusi, X. országos gyűlésén több képviselőtársával együtt kilépett a pártból,  1996. március 11-től a Néppárt-MDNP (MDNP) képviselőcsoportjának lett a tagja, majd 1997. február 3-tól a képviselőcsoport frakcióvezető-helyettese. 1996. november 30-án Raskót az MDNP országos alelnökévé választották. Alapítása óta alelnöke volt a Centrum Pártnak is. Raskó György parlamenti mandátuma 1998. június 18-án ért véget.
1998-tól elnöki pozícióban irányítja a Csopak Holding Zrt. vállalatait, ügyvezetője, továbbá elnöke a Royal Tokaji Borászati Zrt.-nek. 2003-tól a Mezőföldön saját családi vállalkozásában gazdálkodik. Gazdaságaiban jelentős fejlesztéseket valósít meg az öntözési infrastruktúra kiépítése mellett a sertéstenyésztésben és az intenzív tejtermelésben is. 
2002-től dolgozik az amerikai farmerszövetség égisze alatt működő Marketing Strategies Ltd. nevű cégnek. 2009-től az ELTE Politológiai Intézetének óraadó tanára.

## Művei
- Az élelmiszeripar privatizációja Magyarországon

## Társasági tagságai
1998-tól levelező tagja a Firenzei Mezőgazdasági Akadémiának.

## Nyelvismerete
- angol (tárgyalási szinten)
- német (tárgyalási szinten)
- francia (tárgyalási szinten)
- spanyol (tárgyalási szinten) [4]
- portugál